# Аккомпанемент

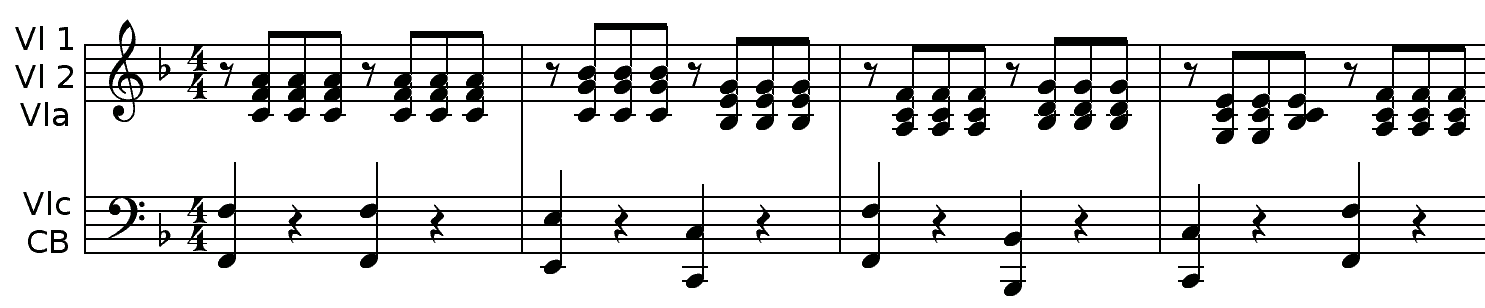
Типовой аккомпанемент для арии или концерта Моцарта.

Аккомпанеме́нт (фр. accompagnement, accompagner — сопровождать) — сопровождение одним или несколькими инструментами, а также оркестром сольной партии (певца, инструменталиста, хора и других). Исполнителя аккомпанемента называют аккомпаниатором. Аккомпанементом также называют гармоническое и ритмическое сопровождение основной мелодии или голоса.
Издревле аккомпанементом считались ритмичные удары барабана, кастаньет или бубна. Они придавали необходимый темп, а также подчёркивали ритм. Постепенно аккомпанемент начал своё развитие в форме искусства. В средневековье стали использовать струнные щипковые инструменты, лютню, цитру, а позже гитару.
Виды
- по исполнителю
  - аккомпанемент солисту или группе исполнителей (музыкальный ансамбль, хор) на каком-либо музыкальном инструменте, иногда аккомпанируют несколько музыкантов или хор;
  - аккомпанемент мелодии вспомогательными голосами или аккордами на инструменте, ведущем мелодию.
- по роли в композиции
  - гармоническая и ритмическая опора для исполнителя;
  - равноправная партия ансамбля;
  - необязательный аккомпанемент (ad libitum) (может не исполняться без ущерба произведению в целом).